# Камбо-и-Батле, Франсеск
Франсе́ск Камбо́-и-Ба́тле (кат. Francesc Cambó i Batlle; род. 2 сентября 1876, Вержес, Испания — ум. 30 апреля 1947, Буэнос-Айрес, Аргентина) — каталонский политик-консерватор, основатель и лидер автономистской партии Lliga Regionalista. Был министром при нескольких испанских правительствах (экономического развития и финансов), а также поддерживал ряд художественных и культурных начинаний, связанных с Каталонией, особенно перевод греческих и латинских классических текстов на каталанский язык.

## Биография
Францсеск Камбо родился в муниципалитете Вержес района (комарки) Баш-Эмпорда, Каталония, Испания. В 1901 году основал консервативную партию Lliga Regionalista, которая была основным представителем каталонского регионализма, или националистического движения. Он был одним из первых, кто предложил автономную систему правления для Каталонии, хотя в то время удалось только добиться слияния четырёх провинций в Каталонии. Он был избран членом парламента Испании несколько раз, и был дважды назначен министром в испанском правительстве — в 1918-1919 годах министр экономического развития, и в 1921-1922 годах — министр финансов.
В начале гражданской войны в Испании он уехал за границу. В то время как изначально он не поддерживал силы Франсиско Франко, позднее, в страхе, что победа республиканцев привела бы к левой Республике, контролируемой Советским Союзом, он поменял взгляды.
Камбо умер в Аргентине в 1947 году. Похоронен на Монжуикском кладбище (кат. Cementiri de Montjuïc) в Барселоне.

## Труды
- Actuació regionalista (1915)
- El pesimismo español (1917)
- Vuit mesos al ministeri de Foment (1919)
- Visions d'Orient (1924)
- La crise économique anglaise (1924)
- Entorn del feixisme italià (1924)
- La valoració de la pesseta (1929)
- Les dictadures (1929)
- Per la concòrdia (1929)
- España, Cataluña y la Nueva Constitución (1929)